# Літтл-Маунтен (Південна Кароліна)
Літтл-Маунтен (англ. Little Mountain) — місто (англ. town) в США, в окрузі Ньюбері штату Південна Кароліна. Населення — 249 осіб (2020).

## Географія
Літтл-Маунтен розташований за координатами 34°11′49″ пн. ш. 81°24′46″ зх. д. / 34.19694° пн. ш. 81.41278° зх. д. (34.196998, -81.412682).  За даними Бюро перепису населення США в 2010 році місто мало площу 3,67 км², уся площа — суходіл.

## Демографія
Згідно з переписом 2010 року, у місті мешкала 291 особа в 125 домогосподарствах у складі 88 родин. Густота населення становила 79 осіб/км².  Було 136 помешкань (37/км²).
Расовий склад населення:
| - 81,8 % — білих - 16,5 % — чорних або афроамериканців - 0,7 % — корінних американців - 0,3 % — азіатів |

До двох чи більше рас належало 0,7 %. Частка іспаномовних становила 0,0 % від усіх жителів.
За віковим діапазоном населення розподілялося таким чином: 22,7 % — особи молодші 18 років, 59,8 % — особи у віці 18—64 років, 17,5 % — особи у віці 65 років та старші. Медіана віку мешканця становила 40,9 року. На 100 осіб жіночої статі у місті припадало 81,9 чоловіків;  на 100 жінок у віці від 18 років та старших — 84,4 чоловіків також старших 18 років.
Середній дохід на одне домашнє господарство  становив 126 880 доларів США (медіана — 69 063), а середній дохід на одну сім'ю — 143 028 доларів (медіана — 71 667). За межею бідності перебувало 2,7 % осіб, у тому числі 2,7 % дітей у віці до 18 років та 4,2 % осіб у віці 65 років та старших.
Цивільне працевлаштоване населення становило 127 осіб. Основні галузі зайнятості: освіта, охорона здоров'я та соціальна допомога — 32,3 %, науковці, спеціалісти, менеджери — 15,7 %, транспорт — 7,9 %, будівництво — 6,3 %.